# Patriot Sejdiu
Patriot Sejdiu, född 5 maj 2000 i Pristina i dåvarande FR Jugoslavien, är en svensk-kosovansk fotbollsspelare som spelar för Östers IF, på lån från Malmö FF.

## Uppväxt och ungdomskarriär
Sejdiu var fyra år då han med sin familj kom till Sverige, de bosatte sig i Hörby. Han började spela fotboll i hemortens Hörby FF och bytte senare till Södra Rörums BIK.
Han anslöt 2015 till Malmö FF. 2019 spelade han med MFF:s P19-lag, under säsongen tog laget tre titlar.

## Seniorkarriär
Efter den framgångsrika säsongen med MFF P19 belönades Sejdiu med ett lärlingskontrakt. Senare samma månad offentliggjorde MFF att klubben under säsongen 2020 skulle låna ut honom till Dalkurd i Superettan. Han hann medverka i 16 matcher innan han drog på sig en korsbandsskada som hindrade honom från spel under 2021.
Efter att ha återhämtat sig från skadan fick Sejdiu möjlighet att debutera i Malmö FF:s A-lag. Den allsvenska debuten kom i en match mot Mjällby. Ungefär en månad senare gjorde Sejdiu sitt första allsvenska mål. Han avgjorde då Skånederbyt mot Helsingborgs IF med ett mål i den 91:a minuten. Den 23 juli 2022, i sin andra allsvenska match från start, gjorde Sejdiu två mål för MFF mot IK Sirius.
Malmö FF gick den 10 augusti 2023 ut med att Sejdiu, på grund av mindre speltid jämfört med föregående säsong, lånas ut till NAC Breda i den nederländska andradivisionen. I sin ligadebut för Breda gjorde han ett mål mot Dordrecht.  I juli 2024 lånades Sejdiu ut till Roda JC på ett nytt säsongslån.